# Rhinella roqueana
Rhinella roqueana es una especie de anfibio anuro de la familia Bufonidae.

## Distribución geográfica
Esta especie habita en el Amazonas entre los 200 y 1000 m de altitud:
- en Brasil al oeste del estado de Amazonas,
- en Colombia en el departamento de amazonas,
- en el este de Ecuador,
- En el Perú en las regiones de Loreto, Amazonas y San Martín.[4]

## Publicación original
- Melin, 1941 : Contributions to the knowledge of the Amphibia of South America. Göteborgs Kungliga Vetenskaps och Vitter-Hets Samhalles Handlingar, vol. 88, p. 1–71[5]